# Atomosia macquarti
Atomosia macquarti är en tvåvingeart som beskrevs av Luigi Bellardi 1861. Atomosia macquarti ingår i släktet Atomosia och familjen rovflugor. Inga underarter finns listade i Catalogue of Life.